# 配当 (破産)
破産手続において配当（はいとう）とは、破産財団を換価して得られた金銭を、破産債権者に、その債権の額に応じて分配することをいう。

## 簡易配当
最後配当の手続は、手間がかかるので、債権者が少ない破産事件などは、本来は最後配当の手続をすべき場合において、この簡易配当の手続で行うことが多い。

### 最後配当との相違点
- 除斥期間が2週間から1週間に短縮されている。
- 配当表の記載についての異議の申し立てに対する即時抗告ができない。
- 配当額を定めた場合の債権者への配当額の個別通知が省略され、配当表提出時の配当見込額の通知に限定される。